# Signature Bank
Die Signature Bank war eine US-amerikanische Bank mit 40 Filialen, die überwiegend im Staat New York, aber auch in Connecticut, Kalifornien, Nevada und North Carolina lagen. Am 12. März 2023 wurde sie von der Federal Deposit Insurance Corporation (FDIC) übernommen und geschlossen. Der Zusammenbruch der Signature Bank war der drittgrößte Kollaps einer Bank in den Vereinigten Staaten seit der Weltfinanzkrise 2007–2008.

## Geschichte
Die Signature Bank eröffnete ihre Geschäfte im Mai 2001 als Tochtergesellschaft der Bank Hapoalim.

### Zahlungsunfähigkeit

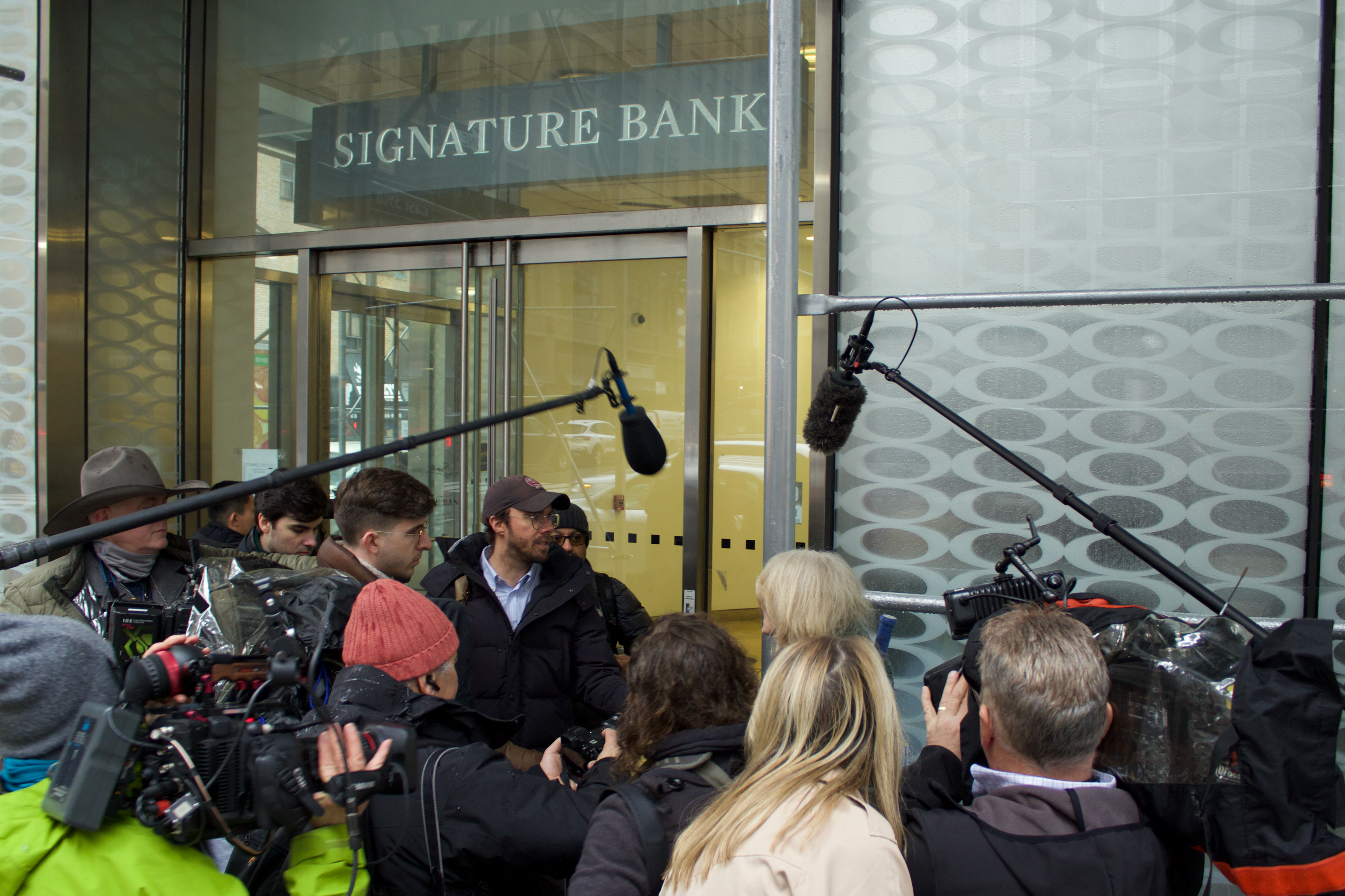
Reporter vor der Bank

Am 12. März 2023 wurde die Signature Bank vom New York State Department of Financial Services (NYSDFS) geschlossen. Die Bank war nicht in der Lage vor Montagmorgen einen Verkauf abzuschließen oder ihre Finanzen anderweitig zu stärken um ihre Vermögenswerte zu schützen, nachdem die Kunden begonnen hatten ihre Einlagen zugunsten größerer Institute abzuheben. Der Zusammenbruch der Bank wurde als systemisches Risiko für das Finanzsystem eingestuft. Die Federal Deposit Insurance Corporation (FDIC) wurde zum Konkursverwalter der Bank ernannt und gründete die Signature Bridge Bank als Auffanggesellschaft. Zum Zeitpunkt der Schließung verfügte die Bank über Vermögenswerte in Höhe von 110 Milliarden US-Dollar. Die Bankpleite war die drittgrößte in der Geschichte der USA, nach dem Zusammenbruch der Silicon Valley Bank am 10. März 2023 und der Schließung von Washington Mutual im Jahr 2008.

### Übernahme
Zum 20. März 2023 wurde die Signature Bridge Bank – mit Ausnahme der Digitalgeschäfte – von der New York Community Bank übernommen und die 40 Filialen unter dem Namen von deren Tochtergesellschaft Flagstar Bank wieder geöffnet.